# Arrenuroidea
Super-famille
Les Arrenuroidea forment une super-famille d'acariens de l'ordre des Trombidiformes, du sous-ordre des Prostigmata, de la cohorte des Anystina et de l'hypo-ordre des Parasitengona.

## Familles
Acalyptonotidae - 
Amoenacaridae - 
Arenohydracaridae - 
Arrenuridae - 
Athienemanniidae - 
Bogatiidae - 
Chappuisididae - 
Gretacaridae - 
Harpagopalpidae - 
Hungarohydracaridae - 
Kantacaridae - 
Krendowskiidae - 
Laversiidae - 
Mideidae - 
Mideopsidae - 
Momoniidae - 
Neoacaridae - 
Nipponacaridae - 
Nudomideopsidae -
Uchidastygacaridae

## Référence
- (en) Esen, Y.; Erman, O.; Dilkaraoğlu, S. 2013: Contribution to the study of arrenuroid water mites (Acari: Hydrachnidia) from Turkey. Zootaxa 3666(1): 73–83. DOI 10.11646/zootaxa.3666.1.7.